# Hideo Azuma
Pour les articles homonymes, voir Azuma (homonymie).
 (octobre 2019).
Si vous disposez d'ouvrages ou d'articles de référence ou si vous connaissez des sites web de qualité traitant du thème abordé ici, merci de compléter l'article en donnant les références utiles à sa vérifiabilité et en les liant à la section « Notes et références ».
Hideo Azuma (吾妻 ひでお, Azuma Hideo), né le 6 février 1950 et mort le 13 octobre 2019, est un mangaka japonais, peu connu sur la scène internationale mais très réputé dans son pays. 
Il a notamment créé les dessins animés : Supernana (1983-1984, 39 épisodes de 22 minutes diffusé sur La Cinq) et La Petite Olympe et les Dieux (1982-1983, 46 épisodes de 22 minutes diffusés également sur la même chaine).

## Biographie
Hideo Azuma, né en 1950 à Urahoro au Japon, fait partie de la lignée des auteurs à style « gros nez » (équivalant à l'école de Marcinelle pour la bande-dessinée franco-belge).
Il commence sa carrière auprès du maître Rentarō Itai, en tant qu'assistant, après avoir quitté brutalement son ancien travail d'entreprise. Il commence véritablement sa carrière de mangaka en solo en 1969, et publie alors des mangas de SF absurdes tels que Parareru kyōshitsu, Mechiru metafijīku ou encore Fujōri nikki (ce dernier obtiendra le prix principal du concours Seiun de SF au Japon).
Azuma travaille dur, jour et nuit, avec sa femme et ses assistants. Il produit aussi pour financer ses autres séries des mangas érotiques, comme Hizashi ou Umikara kita kikai, toujours aux tendances kawais et américaines.
Au fil des années, ses séries « tout public » remportent de nombreux prix, mais aussi l'enthousiasme de la critique et du lectorat. Certaines, dont Nanako S.O.S. (Supernana) et Orinpusu no poron (La petite Olympe et les dieux) ont fait l'objet d'adaptations télévisuelles.
Hideo Azuma disparaît brutalement de la circulation en 1989. Après une tentative de suicide ratée, il a entamé une vie de SDF. Durant cette période il deviendra technicien du gaz, et finira par être interné pour alcoolisme grave, mais continuera à produire, tant bien que mal, des mangas en masse et très variés. En 2005 et 2006, il témoigne sur cette partie de sa vie dans les récits autobiographiques Journal d'une disparition, puis Journal d'une dépression (paru en France chez Kana en 2007 puis 2009).

## Commentaires
Bien qu'Azuma ait un trait que l'on qualifierait d'enfantin, il arrive à transmettre au lecteur des sensations fortes et instinctives. Toujours dans l'auto-dérision totale, il est passif et décrit d'un avis extérieur les actions qu'il a vécues sans jamais perdre un point de vue subjectif.

## Œuvres traduites en français
- Journal d'une disparition (失踪日記, Shissō nikki?) (2005), Kana, coll. « Made In », one shot, 2007.
- Journal d'une dépression (うつうつひでお日記, Utsūtsu Hideo nikki?) (2006), Kana, coll. « Made In », one shot, 2009.

## Animations
- La Petite Olympe et les Dieux (1982-1983), Kokusai Eigasha, 46 x 22 minutes diffusé en France en 1989 sur La Cinq (Youpi ! L'école est finie)
- Supernana  (1983 et 1984), Kokusai Eigasha, 39 x 22 minutes diffusé en France en 1989 sur La cinq (Youpi ! L'école est finie)